# 종각역

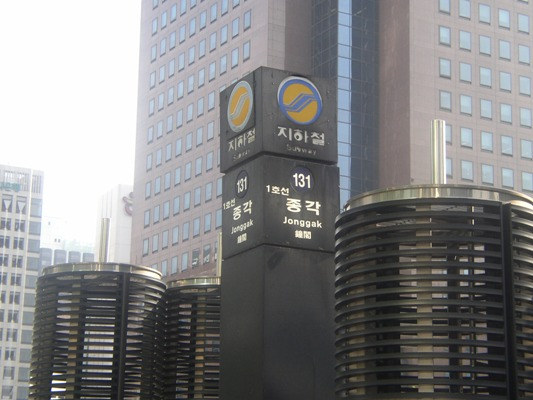
과거 역 출입구 안내 표지

종각역(Jonggak Station, 鐘閣驛)은 서울특별시 종로구 종로1가에 있는 수도권 전철 1호선의 전철역이다. 역이 있는 종로1가 사거리에 보신각이 있다. 위치상으로는 수도권 전철 5호선의 광화문역과 가까우나, 직접 연계되지 않고 종로3가역이 5호선과 1호선의 환승역으로 되어 있다.
매년 12월 31일 밤 보신각에서 열린 제야의 종 타종식 행사를 한 동안은 종각역에 많은 인파가 몰려 각종 안전 사고의 위험성의 우려가 있기 때문에 특정 시간대에 운행된 일부 열차가 종각역을 무정차 통과한다.

## 개요 및 특징
수도권 전철 5호선 광화문역과 가까우며, 광화문역이 있는 세종대로 네거리에서 보신각 방향으로 도보로 5분 정도의 거리에 위치한다. 수도권 전철 3호선의 안국역과는 북쪽 조계사 방향으로 880m 떨어져 있고, 서울 지하철 2호선 을지로입구역은 광교 방향 남쪽으로 460m 떨어져 있어서 비환승역들과도 가까운 위치에 있다.
이 역과 시청역 사이에는 반경 140m의 급경사의 곡선 선로가 존재한다. 1호선 종로 구간의 건설 당시 지하철 공사 방법은 주로 개착식을 사용했는데, 개착식으로 공사하려면 도로 위의 시설물을 철거해야 했으므로 동아일보 본사 사옥 지하 구간을 피하기 위해 어쩔 수 없이 급하게 선로를 꺾어서 건설하였기 때문이다. 공사 당시에는 켄트 시공 기술이 없었다. 현재도 이 구간에서의 운행 속도는 25km/h 정도로 대단히 느리고, 급곡선 때문에 레일과 전동차륜이 마찰하는 소리가 매우 심하여 지상의 환풍구 근처에서 들을 수 있을 정도다. 이 때문에 이 급곡선 구간은 서울 지하철 1호선, 더 나아가서 수도권 전철 1호선 전체 구간의 표정 속도를 감소시키는 주 원인이 되고 있다.
2017년 6월 7일 SC제일은행은 서울교통공사와 체결한 종각역 역명 유상병기 사용 계약에 따라 SC제일은행이 3년간 병기된다고 발표하였다. 실제로 SC제일은행 공평동 본점과의 연결 통로가 부역명 병기 이전부터 설치되어 있다.
2016년에는 5번과 6번 출구 사이에 전봉준의 동상이 설치되었다.
2019년 12월 13일 종각역에 태양의 정원이라는 지하 정원이 종로타워 입구에 개장됐다.

## 승강장
2면 2선의 상대식 승강장이며 스크린도어가 설치되어 있다. 출구는 7개가 있다.
| ↑ 종로3가 |
| \| 하     |
| 시청 ↓    |

| 상행 | ● 수도권 전철 1호선 | 종로3가 · 동대문 · 신설동 · 청량리 · 연천 방면 (일반, 급행)   |
| 하행 | ● 수도권 전철 1호선 | 시청 · 서울역 · 인천 · 서동탄 · 천안 · 신창 방면 (일반, 급행) |

## 역사
- 1974년 8월 15일 : 1호선 개통으로 영업 개시

## 역 주변
- 공평동
- 관철동
- 서린동
- 안국동
- 인사동
- 광교
- 광화문
- 서울종로경찰서
- ● 수도권 전철 5호선 광화문역
- ● 수도권 전철 3호선 안국역
- ● 서울 지하철 2호선 을지로입구역
- 광화문우체국
- 국세청
- 무교동
- 보신각
- 서울기독교청년회(YMCA)
- 서울특별시소방방재본부
- 예금보험공사
- 조계사
- 종로구청
- 서울종로소방서
- 종로타워빌딩
- 청계천
- 한국관광공사 서울센터
- SC제일은행 본점
- 영풍문고 본점
- GS그랑서울
  - LOL 파크
  - LCK 아레나
- 탑골공원
- 교보빌딩(교보문고)
- 낙원상가
- 우리은행 종로 YMCA지점

## 이용객 변동
| 노선  | 노선   | 일평균 인원수 (명/일) | 일평균 인원수 (명/일) | 일평균 인원수 (명/일) | 일평균 인원수 (명/일) | 일평균 인원수 (명/일) | 일평균 인원수 (명/일) | 일평균 인원수 (명/일) | 일평균 인원수 (명/일) | 일평균 인원수 (명/일) | 일평균 인원수 (명/일) | 각주  |
| 노선  | 노선   | 2000년                | 2001년                | 2002년                | 2003년                | 2004년                | 2005년                | 2006년                | 2007년                | 2008년                | 2009년                | 각주  |
| ----- | ------ | --------------------- | --------------------- | --------------------- | --------------------- | --------------------- | --------------------- | --------------------- | --------------------- | --------------------- | --------------------- | ----- |
| 1호선 | 승차   | 55,231                | 56,135                | 55,369                | 51,824                | 53,093                | 52,412                | 52,145                | 52,333                | 51,885                | 50,386                | [ 3 ] |
| 1호선 | 하차   | 56,539                | 57,447                | 56,273                | 53,342                | 53,072                | 51,840                | 51,156                | 51,151                | 50,065                | 49,186                | [ 3 ] |
| 1호선 | 승하차 | 111,770               | 113,582               | 111,643               | 105,166               | 106,165               | 104,252               | 103,301               | 103,484               | 101,949               | 99,572                | [ 3 ] |
| 노선  | 노선   | 2010년                | 2011년                | 2012년                | 2013년                | 2014년                | 2015년                | 2016년                | 2017년                | 2018년                |                       | [ 3 ] |
| 1호선 | 승차   | 49,443                | 48,989                | 47,944                | 47,215                | 49,017                | 46,570                | 47,093                | 45,507                | 43,754                |                       | [ 3 ] |
| 1호선 | 하차   | 47,742                | 47,030                | 45,271                | 44,997                | 46,679                | 44,286                | 44,608                | 42,956                | 41,616                |                       | [ 3 ] |
| 1호선 | 승하차 | 97,185                | 96,019                | 93,215                | 92,212                | 95,696                | 90,856                | 91,701                | 88,463                | 85,370                |                       | [ 3 ] |

## 인접한 역
| 서울 지하철 1호선                             | 서울 지하철 1호선                                                          | 서울 지하철 1호선                               |
| --------------------------------------------- | -------------------------------------------------------------------------- | ----------------------------------------------- |
| 130 종로3가 연천 방면 광운대 방면 청량리 방면 | ● 수도권 전철 1호선 경원-경인선 완행 · 경원선 급행 경부선 완행 경부선 급행 | 132 시청 인천 방면 서동탄 · 신창 방면 신창 방면 |

## 사진

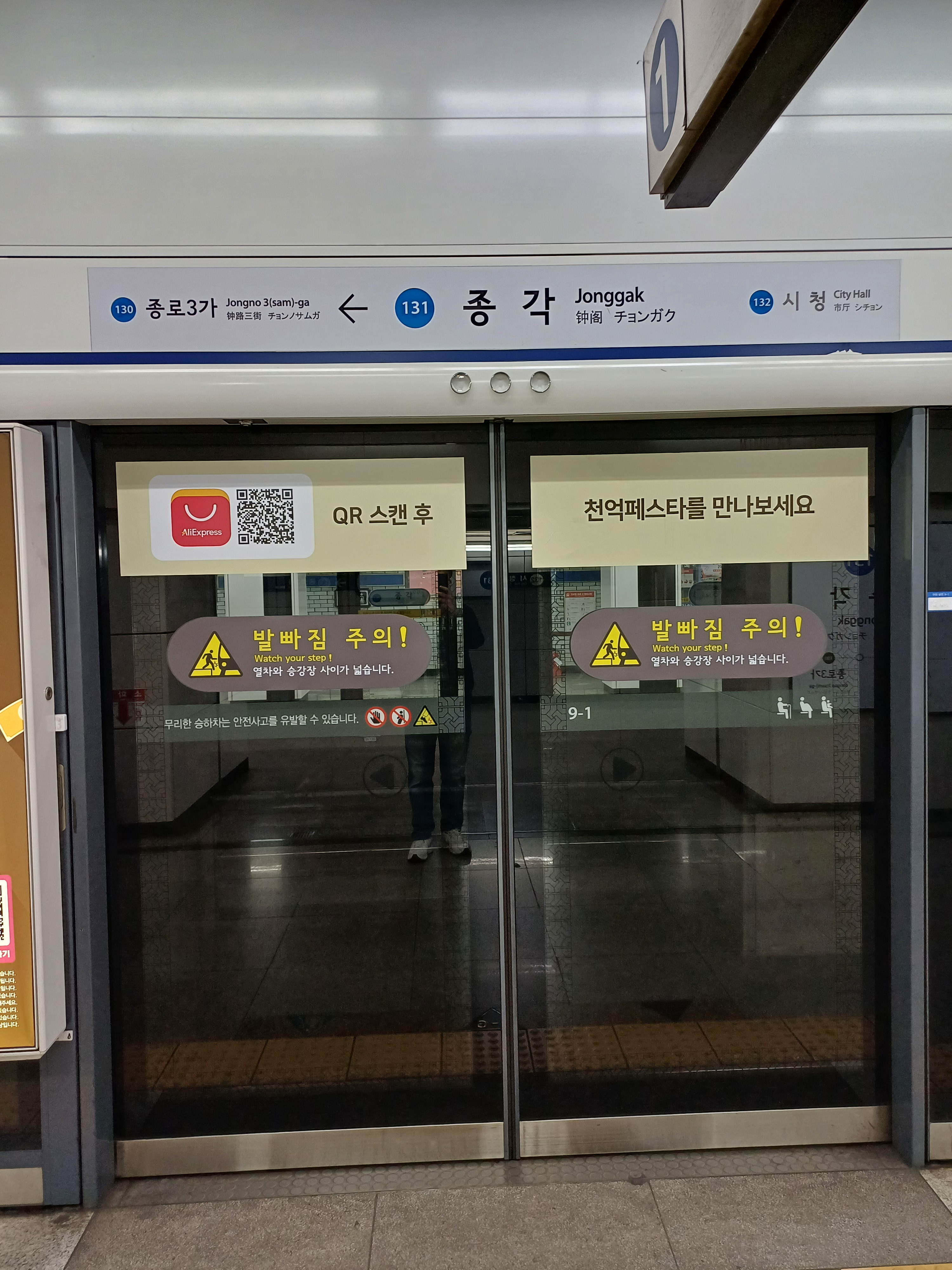
승강장 스크린도어
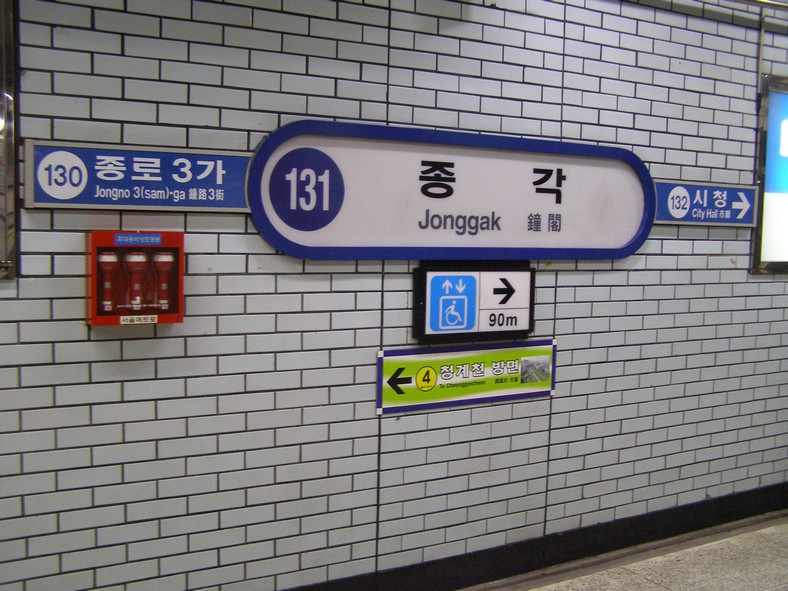
종각역 1
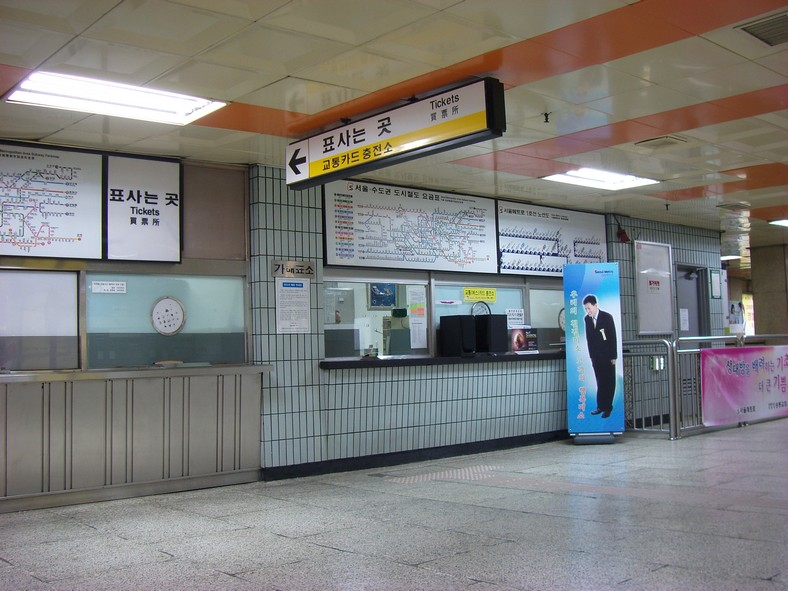
종각역 2
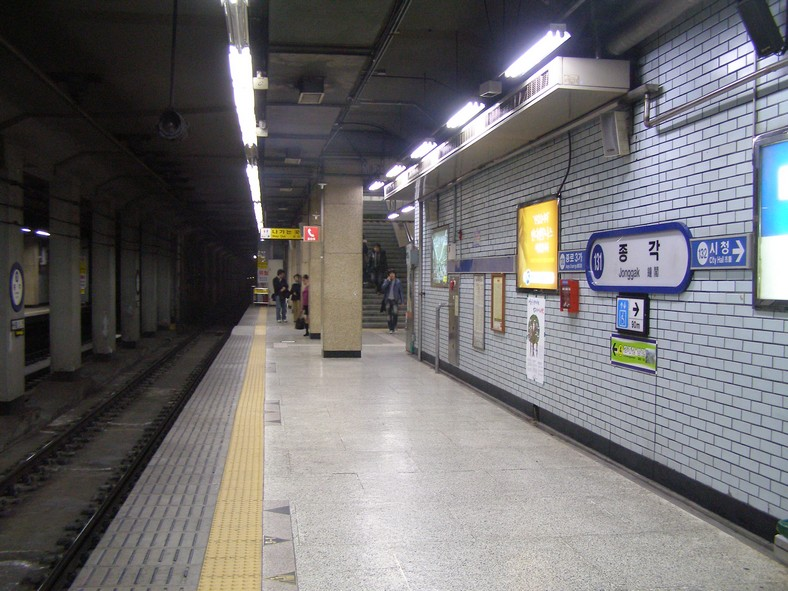
종각역 3
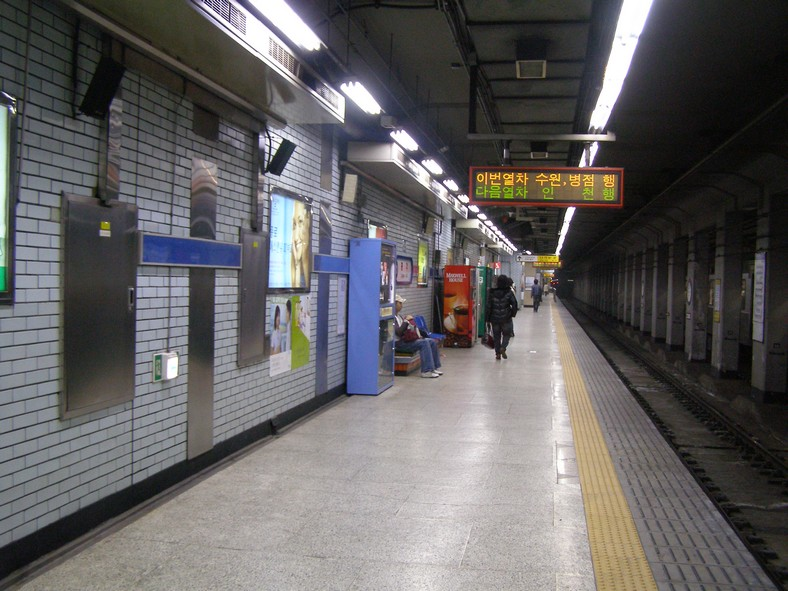
종각역 4
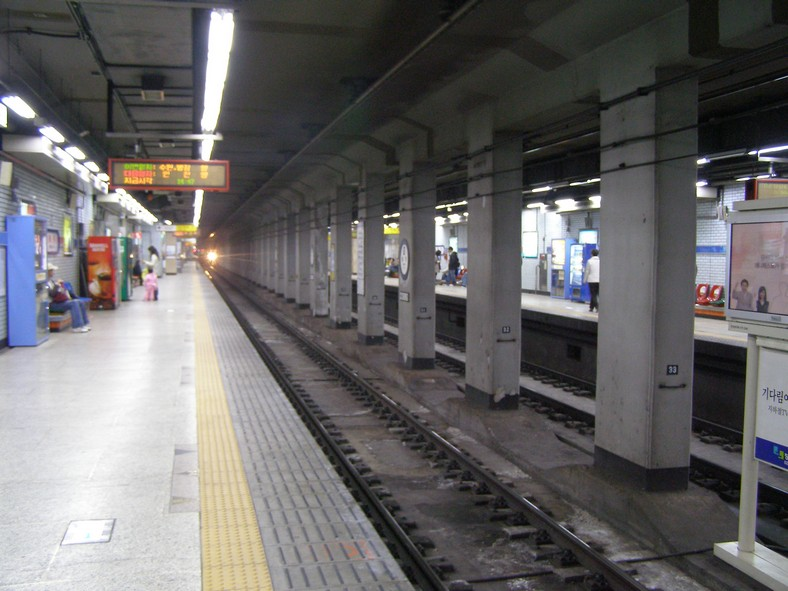
종각역 5